# Ovenmuseum

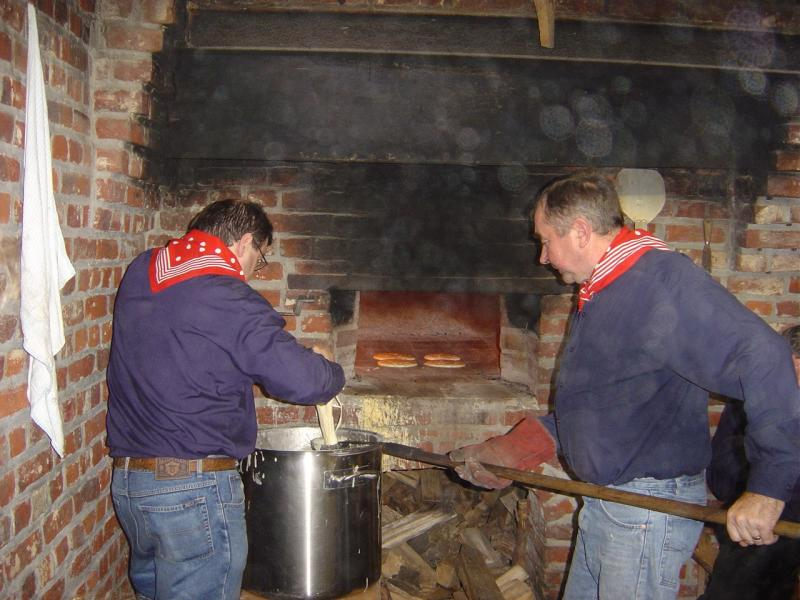
Demonstratie Geutelingen gieten in het ovenmuseum.

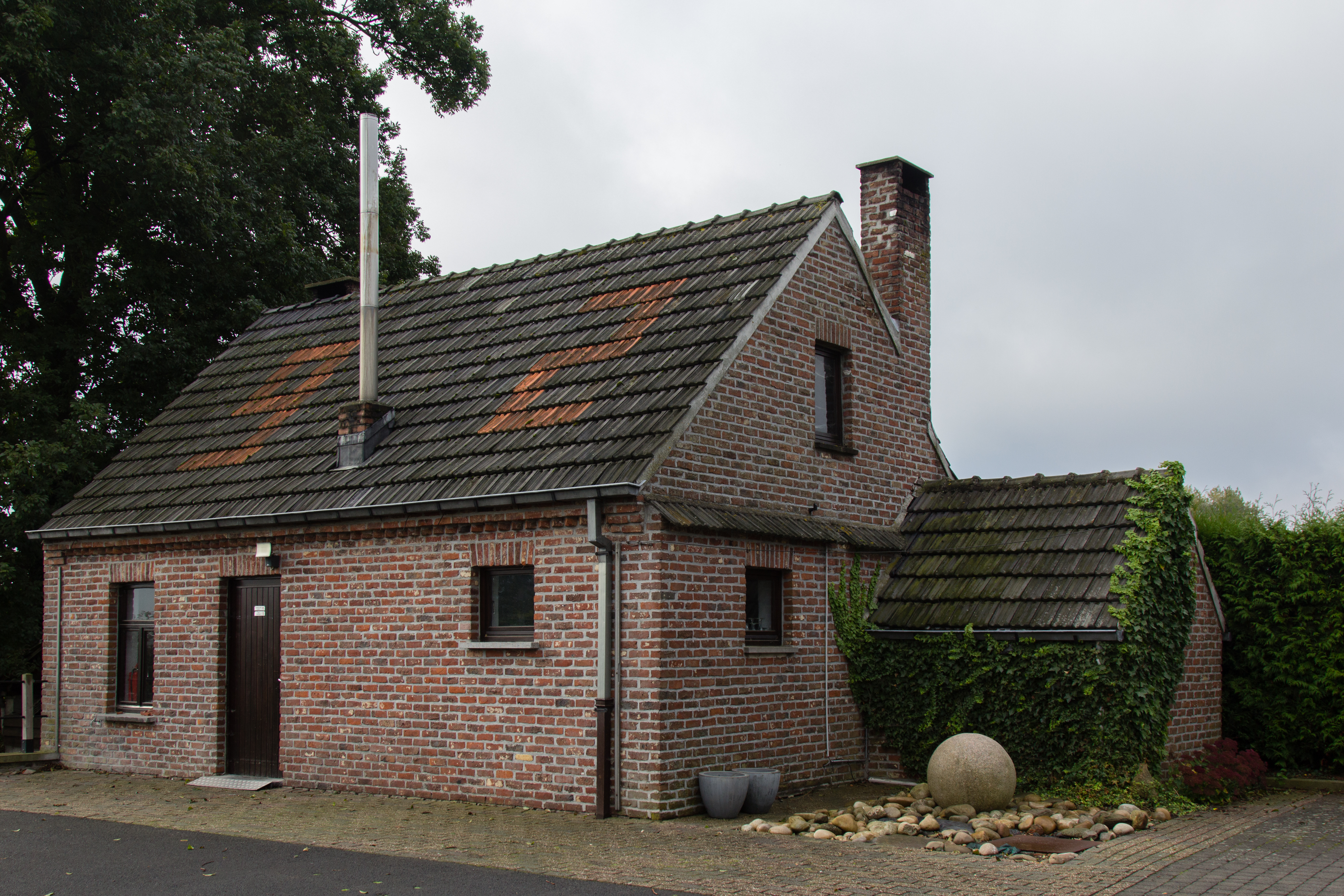
Ovenmuseum ommegangstraat

Het ovenmuseum, ook wel geutelingenmuseum genoemd, is een museum gevestigd aan de Ommegangstraat in het Belgische Elst. Het werd opgericht door het lokale Geutelingencomité Elst in 1992.
Het museum is gevestigd in een bakstenen gebouw waarin twee lemen ovens staan, een met binnenschouw en een met buitenschouw. Vroeger werd dit gebouw gebruikt voor de productie van geutelingen. In het museum worden in de winterperiode folkloristische demonstraties gegeven.